# Aviation légère militaire

Symbole interarmées de l'OTAN pour l'aviation légère.

Ne pas confondre avec la Composante aérienne militaire.
Ne pas confondre avec la Aviation légère.
L'aviation légère militaire, l'aviation coopérative avec l'armée ou l'aviation de l'armée est la branche de l'aviation militaire qui exploite normalement des hélicoptères et des avions légers, en appui direct et sous le contrôle des forces terrestres. La désignation « aviation de coopération avec l'armée » est souvent utilisée lorsque l'aviation militaire légère fait partie de l'armée de l'air d'un pays. Cependant, dans l'organisation des forces armées de nombreux pays, elle est intégrée à l'armée de terre, plutôt qu'à l'armée de l'air elle-même, auquel cas elle est communément appelée « aviation de l'armée ». Certains pays (en français : certains États), ont également des unités d'aviation distinctes dédiées spécifiquement au soutien de l'infanterie de marine, qui ont des caractéristiques très similaires à celles de l'aviation de l'armée, faisant partie de la marine ou de l'infanterie navale elle-même.

## Tâches

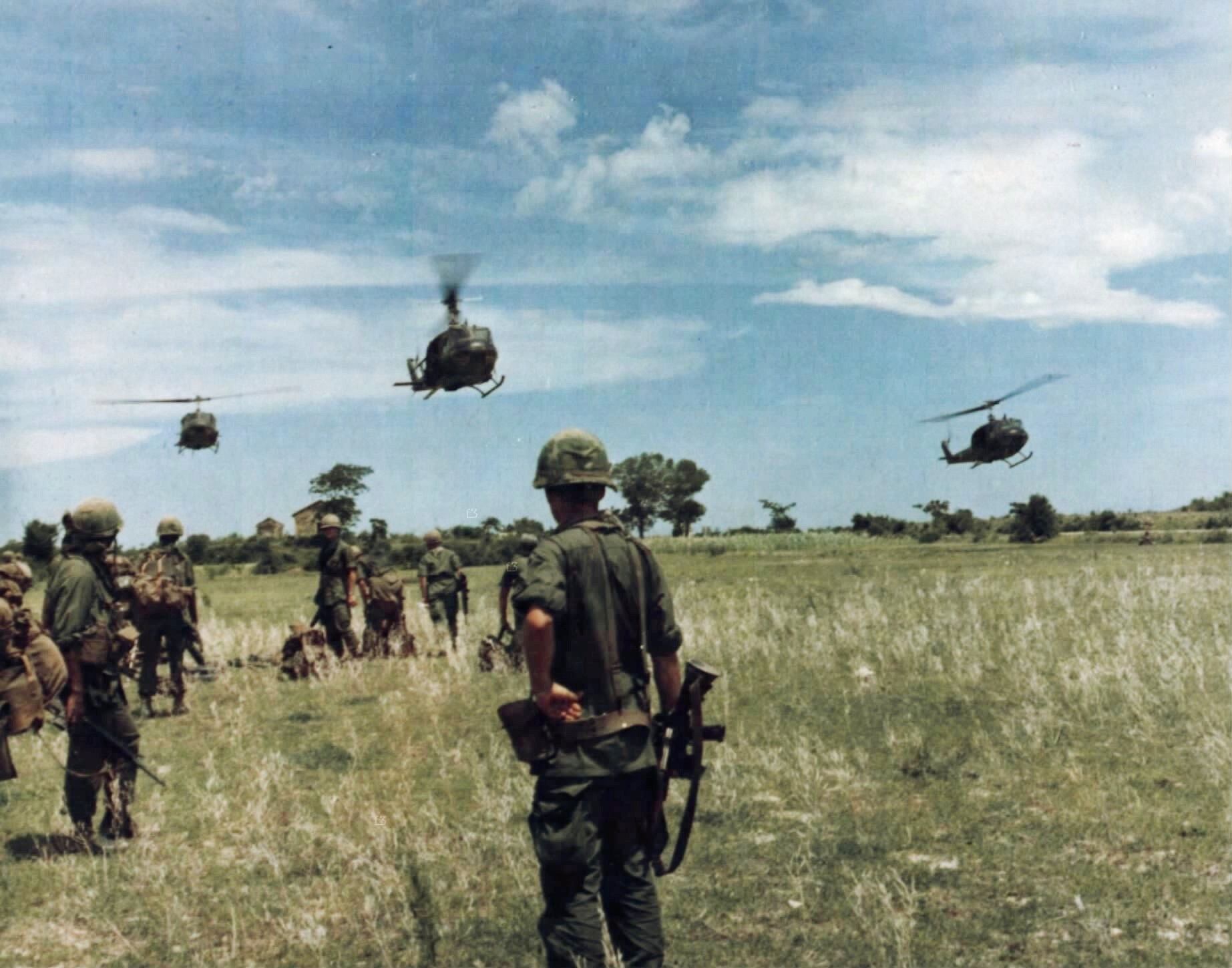
Des UH-1D transportant des troupes américaines durant la guerre du Vietnam en septembre 1967.

Selon les pays, l'aviation militaire légère remplit une ou plusieurs des fonctions suivantes : 
- Reconnaissance,
- Observation,
- Surveillance du champ de bataille[1],
- Appui aérien rapproché,
- Combat anti-char,
- Transport,
- Contrôle de l'artillerie,
- Évacuation sanitaire,
- Guerre électronique,
- Soutien logistique,
- Recherche et sauvetage.

## Équipements

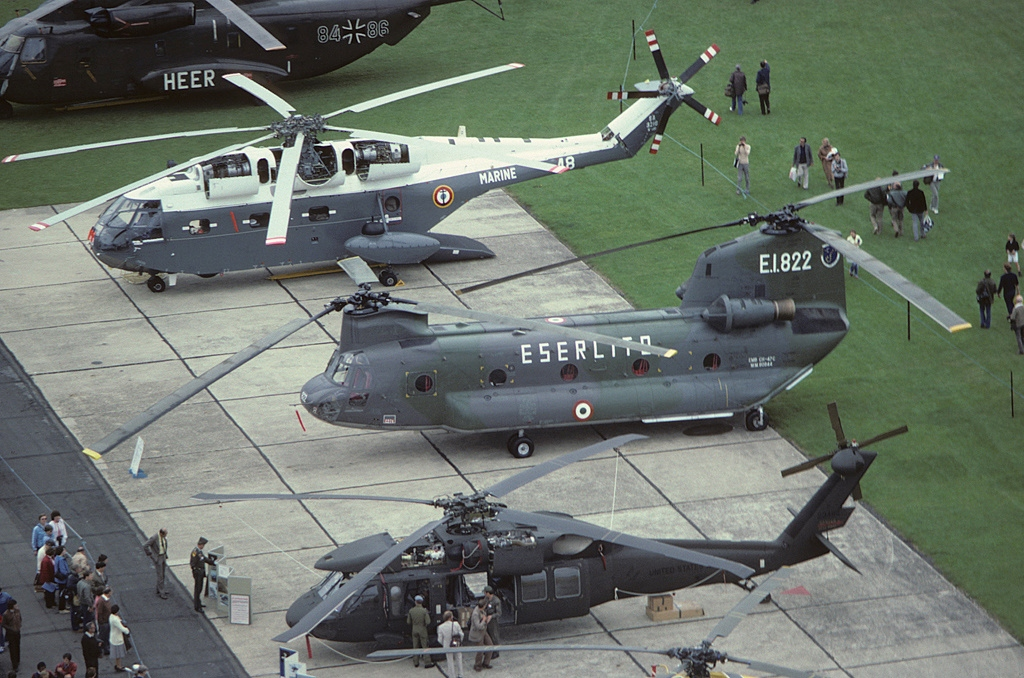
Des hélicoptères de transport militaires en 1982. De haut en bas :
Un Sikorsky CH-53 Sea Stallion de la Heeresfliegertruppe ouest-allemande ;
Un Sud-Aviation SA321 Super Frelon de l'aéronautique navale française ;
Un Boeing CH-47 Chinook de la Cavalerie aérienne italienne ;
Un Sikorsky UH-60 Black Hawk de l'aviation légère de l’US Army.

Pour mener à bien sa mission, l'aviation légère utilise normalement des avions légers et des hélicoptères, principalement:
- Hélicoptères d'attaque, utilisés pour soutenir le tir rapproché des forces de surface et les combats anti-voitures.
- Hélicoptères de transport, utilisés dans le soutien logistique des forces de surface et dans le transport d'assaut.
- Hélicoptères d'observation, utilisés pour l'observation de l'artillerie, le contrôle aérien avancé et la surveillance du champ de bataille.
- Hélicoptère multi-rôle, adaptables pour une utilisation dans de multiples missions, y compris l'appui-feu, le transport, la recherche et le sauvetage, l'évacuation médicale et l'instruction.
- Aéronef de liaisons, utilisés pour la reconnaissance, l'observation de l'artillerie, le contrôle du volant, les communications, l'évacuation médicale et l'instruction.
- Aéronef de surveillance, utilisé pour la surveillance du champ de bataille, le commandement et le contrôle et la guerre électronique.

## Liste d'aviations légères militaires
| Pays            | Titre de force                                                    | Insigne |
| --------------- | ----------------------------------------------------------------- | ------- |
| France          | Aviation légère de l'Armée de terre                               |         |
| Allemagne       | Heeresfliegertruppe                                               |         |
| Espagne         | Forces aéromobiles de l'Armée de terre                            |         |
| États-Unis      | United States Army Aviation Branch                                |         |
| Chine           | Aviation des forces terrestres de l'Armée populaire de libération |         |
| Indonésie       | Centre d'aviation de l'armée de terre indonésienne                |         |
| Malaisie        | Aviation de l'armée malaisienne                                   |         |
| Argentine       | Aviación del Ejército Argentino                                   |         |
| Iran            | Aviation de l'armée de la république islamique d'Iran             |         |
| Brésil          | Aviation de l'armée brésilienne                                   |         |
| Royaume-Uni     | Army Air Corps                                                    |         |
| Arabie saoudite | Aviation des forces terrestres royales saoudiennes                |         |
| Ukraine         | Aviation légère de l'armée ukrainienne                            |         |